# 清华大学逸夫馆
40°00′13″N 116°19′02″E / 40.00363°N 116.31736°E

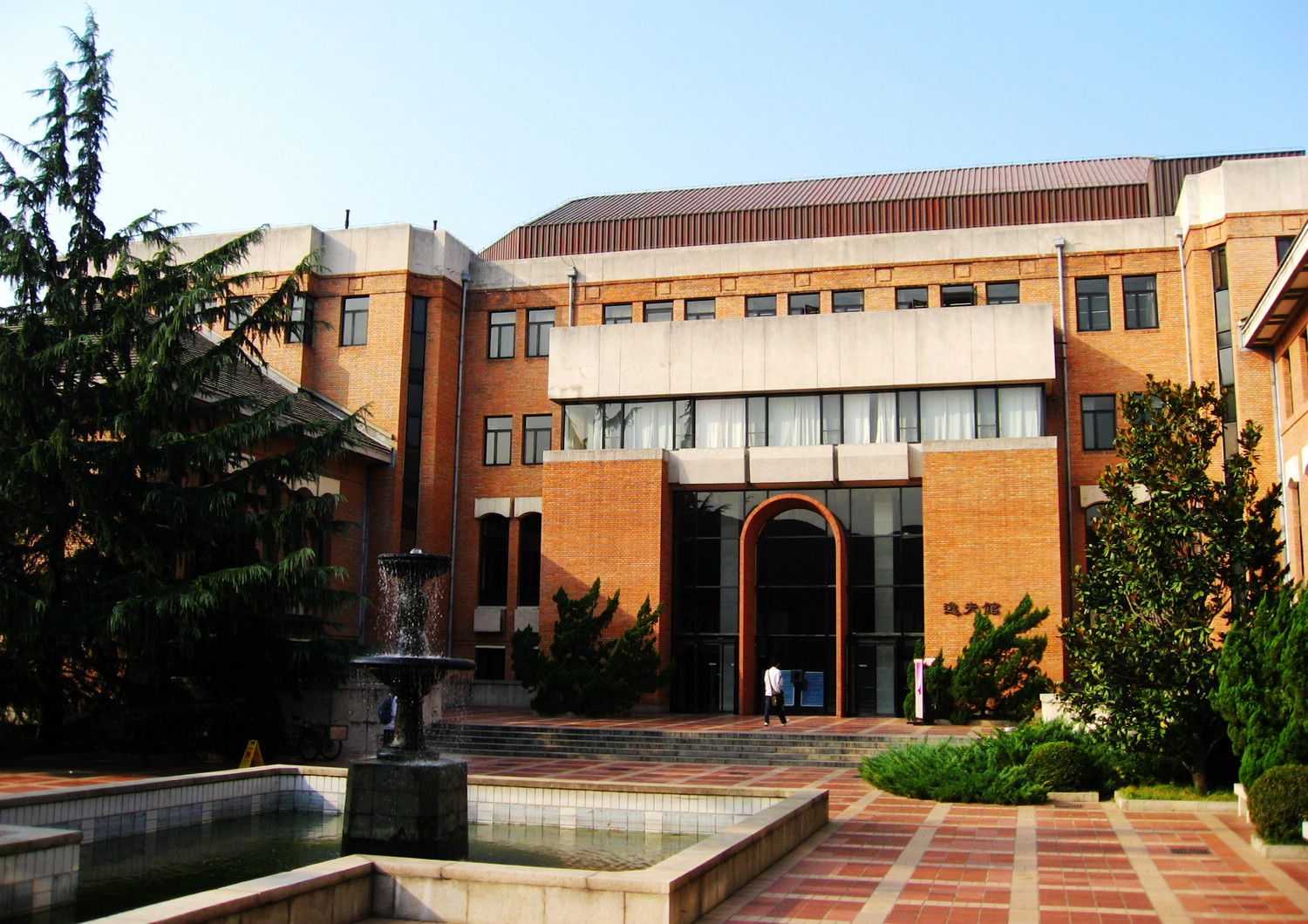
图书馆新馆——逸夫馆

清华大学逸夫馆是清華大學圖書館總館的第三期圖書館，是1990年代北京十大建筑。

## 历史
文化大革命结束以后，清华大学图书馆恢复了熙熙攘攘的热闹，图书馆变得一座难求，无法满足学生的需要，图书馆亟需扩建。1982年，学校领导决定扩建图书馆，请关肇邺院士设计新图书馆。1988年5月21日，图书馆三期工程奠基，由香港实业家邵逸夫捐资2000万港币，学校与教育部拨款940万人民币，西馆于1991年9月建成，后命名为「逸夫馆」。

## 设计
逸夫馆是清华大学图书馆的三期建筑，由清华大学建筑学院关肇邺院士设计。逸夫馆与老馆风格相似，完美融合，是建筑的典范。前为二层，与旧馆齐平，主体四层、五层退后，设在较靠后的位置，高度低于礼堂五米左右。新馆继承旧馆的红砖墙、坡屋顶，保持了原有建筑的文脉。
图书馆三期建筑建成以后，获得了建筑业界和群众的高度赞誉。这座建筑被评为1990年代北京十大建筑，并荣获中国建筑学会创作奖等奖项。建筑学院学生会在不久之后举办的“我最喜爱的清华建筑”评选活动中以2575票荣登榜首。

## 设施
| 一层 | 科技查新、检索证明服务（代检代查）、娱乐类科普类期刊及报纸阅览区 |
| 二层 | 中文科技图书借阅区、外文科技图书借阅区、工具书阅览区             |
| 三层 | 外文过刊阅览区、音乐馆、从游空间                                 |
| 四层 | 电子化培训教室、学位论文阅览室、中文过刊阅览区                   |